# HD 17092
Désignations
HD 17092 est une étoile géante orangée de type spectral K2III de la constellation de Persée. Sa magnitude apparente est de 7,73 et elle n'est donc pas assez brillante pour être visible à l'œil nu. Elle est distante d'environ ∼ 750 a.l. (∼ 230 pc) de la Terre.

## Système planétaire
HD 17092 possède une exoplanète détectée par la méthode des vitesses radiales en 2007, HD 17092 b.
| Planète | Masse          | Demi-grand axe (ua) | Période orbitale (jours) | Excentricité    | Inclinaison | Rayon |
| ------- | -------------- | ------------------- | ------------------------ | --------------- | ----------- | ----- |
| b       | 4,6 (± 0,3) MJ | 1,29 (± 0,05)       | 359,9 (± 2,4)            | 0,166 (± 0,052) |             |       |